# Condado de Kentucky
O condado de Kentucky foi um condado formado pela Comunidade da Virgínia a partir da porção ocidental (além das Montanhas Cumberland) do Condado de Fincastle em vigor em 31 de dezembro de 1776. Durante os três anos e meio de existência do condado de Kentucky, sua sede de governo era Harrodsburg (na altura, Harrodstown).

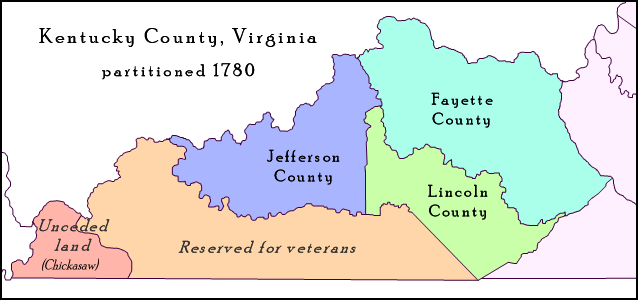
Condados que sucederam ao condado do Kentucky.

O condado de Kentucky foi abolido em 30 de junho de 1780, quando foi dividido nos condados de Fayette, Jefferson e Lincoln. Posteriormente, esses condados e os que foram afastados no final da década foram designados coletivamente como "Distrito de Kentucky" pela Câmara dos Delegados da Virgínia. Os condados do distrito frequentemente pediam à legislatura da Virgínia e ao Congresso Continental que procurassem o estado. Finalmente bem-sucedida, a Commonwealth do Kentucky foi admitida nos Estados Unidos como o 15º estado em 1792.